# Les Éditions sauvages
Les Éditions sauvages sont une maison d'édition française. Créées en 2007, sous statut d’association loi de 1901, elles publient à compte d’éditeur et s’autodiffusent. Elles adhèrent à l'Association des Maisons d'Edition de Bretagne (AMEB).
Leur catalogue à destination des libraires est sur Dilicom.

## Activité

### Edition
Les Éditions Sauvages éditent six collections :
- « Askell », collection de poésie contemporaine, accompagnée par un travail artistique réalisé en résonance au texte par un plasticien, photographe ou peintre, où le souffle et le mouvement se conjuguent à une expérience sensible du paysage et de l’imaginaire.
- « La Pensée Sauvage », collection d’essais poétiques, propose les déambulations et les cheminements poétiques d’un auteur dans ses paysages et ses textes fondateurs d’hier et d’aujourd’hui. Un travail artistique accompagne le texte.
- « Dialogue », sorte de renku qui se serait acclimaté au crachin breton, publie la correspondance poétique entre deux auteurs complices qui échangent et se répondent. Les poèmes, en écho les uns avec les autres, se mêlent et forment un recueil à deux voix. Les ouvrages sont illustrés par les portraits au crayon des auteurs par Jacques Basse.
- « Carré de création », dans un format carré, propose un brassage inventif entre texte et image, résultat d'une rencontre fertile entre deux imaginaires.
- « Phénix » publie des titres épuisés, parfois dans une édition augmentée et remaniée, leur redonnant une nouvelle vie.
- « Ecriterres », créée en hommage au poète, penseur et peintre Paul Quéré, du nom de la revue qu'il avait fondée en 1983, publie des ouvrages qui relient écriture et terre, ainsi que les lauréats du prix Paul-Quéré.

### Rencontres-lectures
Depuis février 2013, Les Editions Sauvages organisent des rencontres-lectures de poésie, Les rendez-vous de Max, qui ont lieu le premier jeudi du mois de septembre à juin. Elles ont été accueillies de février 2013 à septembre 2022 dans la maison d'enfance et de jeunesse du poète et peintre Max Jacob, à Quimper, lauréate du label "Maisons des Illustres" décerné par le Ministère de la Culture. À partir d'octobre 2022, elles ont été accueillies par le Pub Le Céili tenu par la famille Gloaguen à Quimper.
Début 2024, Les Editions Sauvages souhaitant se recentrer sur l'édition, elles ont confié l'organisation et la programmation des "rendez-vous de Max" à l'association quimpéroise Cornouaille Littéraire[réf. nécessaire].

### Prix Paul-Quéré
Les Editions Sauvages ont créé le Prix Paul-Quéré en 2015, avec l’accord de la famille du peintre, poète et revuiste décédé en 1993. Il est décerné tous les 2 ans et distingue un poète partageant la démarche, les valeurs et les qualités qu’il défendait.